# سعدون جابر
سعدون جابر (1950 - )، مطرب عراقي.

## حياته
ولد في قضاء علي الغربي التابع لمحافظة ميسان في جنوب العراق. بدأ الغناء متأثراً بالمطرب عبد الحليم حافظ وبعض المطربين العرب. وفی عام 1963 دخل الإذاعة فأجاد أطوار الغناء متأثراً بالمطربین حضيري أبو عزیز وداخل حسن وعبد الأمير الطويرجاوي. یجید العزف علی آلة العود، وکانت انطلاقته وزملائه فاضل عواد وداود القیسي فی طریق الفن ضمن مشارکتهم فی برنامج رکن الهواة، وقد تعلم الکثیر من الألوان الغنائیة بحکم بیئته، وتعلم الغناء العربي لطموحه في الشهرة خارج العراق.

## دراسته
حصل سعدون على شهادة في الأدب الإنجليزي من الجامعة المستنصرية في بغداد، ثم التحق بمعهد الفنون الجميلة -القسم المسائي- فرع العود عام 1985. نال شهادة الماجستیر في (الأساليب الغنائية في جنوب العراق)، والتحق بالمعهد العالي للموسیقی العربیة في القاهرة لنیل شهادة الدکتوراه في أغاني المهد.
كانت الفترة ما بين عام 1986م إلى عام 1990 أهم الفترات في حياة سعدون جابر حيث ذهب ودرس في لندن وأخذ شهادة الماجستير، وبعدها وصل إلى مصر وقدم رسالة دكتوراه عنوانها «أغاني المرأة العراقية» وعلى الرغم من أن الفترة هذه تعتبر فترة انقطاع إلا أنه قدم خلالها عددا من الأعمال بعضها رسمي وبعضها على شكل جلسات، وتعاون مع الكثير من رموز الشعر والتلحين في الوطن العربي، حيث تعاون مع بليغ حمدي في أربعة أعمال (من الأول يا حبيبي، أريدك أنا كل يوم أريدك، مشوارك حبيبي، رحنا والله رحنا)، وتعاون مع خالد الفيصل في ثلاثة أعمال كلها من ألحان يوسف المهنا كويتي، وأيضا تعاون مع بدر بن عبد المحسن في ثلاثة أعمال من ألحان عبد الرب إدريس وسراج عمر. ومن أهم الكتاب الذين تعاون المطرب معهم كان الشاعر كريم العراقيوفي عام 1979 قدم أغنية «عيني عيني» من إنتاج تلفزيون الكويت. تزوج سعدون في سنة 1993.

## في التمثيل
تقديراً منه للفنان الراحل ناظم الغزالي قام بتمثيل مسلسل تلفزيوني طويل عن حياة الفنان، وله عدة تجارب أخرى، وكانت الشخصيات التي جسدها في أعماله هي، مسعود العمارتلي وبدر شاكر السياب، وناظم الغزالي باستذكار تاريخهم العريق وآخرها في دور محمد القبنجي.

## أشهر الأعمال
- يا طيور الطايرة[1]كتب كلماتها الشاعر زهير الدجيلي، ولحنها الموسيقار كوكب حمزة، وغناها سعدون عام 1971.

- عشرين عام
- يوم الماشوفك كتبها رياض النعماني
- جتني الصبح
- صغيرون[1]
- عيني عيني
- لوه ولول ولوا
- تلولحي
- آخر كلمة وياك.
- يا أمي.
- يا معيبر.
- بيني وبينك.
- اللي مضيع ذهب.